# الملاكمة في الألعاب الأولمبية الصيفية 1988 – وزن الذبابة الخفيف
أقيمت منافسات فئة وزن الذبابة الخفيف للرجال في رياضة الملاكمة في الألعاب الأولمبية الصيفية 1988 في سول كأخف فئة ملاكمة.

## النتائج
| الفائز                                 | النتيجة     | الخاسر                                 |
| الدور الأول                            | الدور الأول | الدور الأول                            |
| -------------------------------------- | ----------- | -------------------------------------- |
| مارك إبتون (بريطانيا العظمى)           | 5–0         | Damber Bhatta (نيبال)                  |
| Henry Martínez (السلفادور)             | 5–0         | Yacine Cheikh (الجزائر)                |
| Ochirin Demberel (منغوليا)             | KO–3        | مامورو كورويوا (اليابان)               |
| دور الـ32                              |             |                                        |
| مايكل كارباخال (الولايات المتحدة)      | 3–2         | أوه كوانغ سو (كوريا الجنوبية)          |
| Dang Nieu Hu (فيتنام)                  | RSC–2       | أنطونيو كاباليرو (إسبانيا)             |
| واين مكولوغ (جزيرة أيرلندا)            | 5–0         | فريد موتوييتا (أوغندا)                 |
| سكوت اولسن (كندا)                      | KO–1        | واشنطن بانيان (بابوا غينيا الجديدة)    |
| شاتشاي ساساكول (تايلاند)               | 3–2         | لويس رومان رولون (بورتوريكو)           |
| Maurice Maina (كينيا)                  | 4–1         | Mohamed Haddad (سوريا)                 |
| روبيرت إيشازيجي (المجر)                | 5–0         | كولن مور (غيانا)                       |
| سعدون عبود (العراق)                    | RSC–2       | Bounmy Thephavong (لاوس)               |
| ليوبولدو سيرانتيس (الفلبين)            | RSC–2       | Hassan Mustafa (مصر)                   |
| Sam Stewart (ليبيريا)                  | 5–0         | داروين أنغيليس (هندوراس)               |
| Thomas Chisenga (زامبيا)               | 4–1         | ليو هسين هونغ (تايبيه الصينية)         |
| المحجوب مجيريح (المغرب)                | WO          | يهودا بن حاييم (إسرائيل)               |
| Jesus Beltre (جمهورية الدومينيكان)     | 4–1         | مارسيلينو بوليفار (فنزويلا)            |
| Aleksandr Machmutov (الاتحاد السوفيتي) | 5–0         | كارلوس إلوايزا (الأرجنتين)             |
| إيفايلو مارينوف (بلغاريا)              | 5–0         | مارك إبتون (بريطانيا العظمى)           |
| Henry Martínez (السلفادور)             | WO          | Ochirin Demberel (منغوليا)             |
| دور الـ16                              |             |                                        |
| مايكل كارباخال (الولايات المتحدة)      | RSC–1       | Dang Nieu Hu (فيتنام)                  |
| سكوت اولسن (كندا)                      | 5–0         | واين مكولوغ (جزيرة أيرلندا)            |
| شاتشاي ساساكول (تايلاند)               | 5–0         | Maurice Maina (كينيا)                  |
| روبيرت إيشازيجي (المجر)                | RSC–1       | سعدون عبود (العراق)                    |
| ليوبولدو سيرانتيس (الفلبين)            | 5–0         | Sam Stewart (ليبيريا)                  |
| المحجوب مجيريح (المغرب)                | 5–0         | Thomas Chisenga (زامبيا)               |
| Aleksandr Machmutov (الاتحاد السوفيتي) | 4–1         | Jesus Beltre (جمهورية الدومينيكان)     |
| إيفايلو مارينوف (بلغاريا)              | 5–0         | Henry Martínez (السلفادور)             |
| ربع النهائي                            |             |                                        |
| مايكل كارباخال (الولايات المتحدة)      | 5–0         | سكوت اولسن (كندا)                      |
| روبيرت إيشازيجي (المجر)                | 3–2         | شاتشاي ساساكول (تايلاند)               |
| ليوبولدو سيرانتيس (الفلبين)            | RSC–3       | المحجوب مجيريح (المغرب)                |
| إيفايلو مارينوف (بلغاريا)              | 5–0         | Aleksandr Machmutov (الاتحاد السوفيتي) |
| نصف النهائي                            |             |                                        |
| مايكل كارباخال (الولايات المتحدة)      | 4–1         | روبيرت إيشازيجي (المجر)                |
| إيفايلو مارينوف (بلغاريا)              | 5–0         | ليوبولدو سيرانتيس (الفلبين)            |
| النهائي                                |             |                                        |
| إيفايلو مارينوف (بلغاريا)              | 5–0         | مايكل كارباخال (الولايات المتحدة)      |